# 612163 Thelowes
612163 Thelowes este o planetă minoră (asteroid) din centura de asteroizi. A fost descoperită pe 3 iunie 2000 la Mauna Kea Observatories⁠(d) de . 
Obiectul prezintă o orbită caracterizată de o semiaxă mare de 2,3066942802667 UAi, o excentricitate de 0,23714704426982, o înclinație de 8,2980555979746 ° în raport cu ecliptica.